# Communauté de communes Orb et Jaur
Die Communauté de communes Orb et Jaur ist ein ehemaliger französischer Gemeindeverband mit der Rechtsform einer Communauté de communes im Département Hérault in der Region Okzitanien. Sie wurde am 9. Dezember 1996 gegründet und umfasste 12 Gemeinden. Der Verwaltungssitz befand sich im Ort Olargues.
Der Gemeindeverband war nach den hier verlaufenden Flüssen Orb und Jaur benannt.

## Historische Entwicklung
Mit Wirkung vom 1. Januar 2017 fusionierte der Gemeindeverband mit 
- Communauté de communes du Pays Saint-Ponais und
- Communauté de communes le Minervois

und bildete so die Nachfolgeorganisation Communauté de communes Minervois Saint-Ponais Orb-Jaur.

## Ehemalige Mitgliedsgemeinden
1. Berlou
2. Colombières-sur-Orb
3. Ferrières-Poussarou
4. Mons
5. Olargues
6. Prémian
7. Roquebrun
8. Saint-Étienne-d’Albagnan
9. Saint-Julien
10. Saint-Martin-de-l’Arçon
11. Saint-Vincent-d’Olargues
12. Vieussan